# Conceição das Alagoas
Conceição das Alagoas is een gemeente in de Braziliaanse deelstaat Minas Gerais. De gemeente telt 21.938 inwoners (schatting 2009).

## Aangrenzende gemeenten
De gemeente grenst aan Água Comprida, Campo Florido, Colômbia, Guaíra, Miguelópolis, Pirajuba, Planura, Uberaba, Veríssimo.